# Tincques
Tincques | é uma comuna francesa na região administrativa de Altos da França, no departamento de Pas-de-Calais. Estende-se por uma área de 10,68 km². Em 2010 a comuna tinha 839 habitantes (densidade: 78,6 hab./km²).